# Харков
Харков (укр. Харків, рус. Харьков) град је у Украјини, у Харковској области и други по величини град у Украјини. Према процени из 2012. у граду је живело 1.441.362 становника.
Харков се налази на североистоку земље. Основан је 1654, а име је добио по истоименој реци. Био је главни град совјетске Украјине у периоду 1917—1934. За време Другог светског рата два пута су га заузимали Немци. Ослобођен је 23. августа 1943. Нацисти су овде побили око 30.000 становника, углавном Јевреја, децембра 1941. и јануара 1942. Био је то највећи град Совјетског Савеза кога су заузели Немци (Кијев је био мањи у то време). У рату је уништено 70% града. У спомен безбројним жртвама Другог светског рата на обронцима града налази се монументални парк „Родина Мат“ са вечном ватром. Сам споменик Родина Мат одаје звук срца, који се чује у близини споменика.
По попису из 1989. у граду је живело 1.593.970 становника, од тога: 50,38% Украјинаца, 43,63% Руса, 3% Јевреја, 0,75% Белоруса и друге нације. Главни језик становништва је руски. Од 1989. број становника је у паду.
Значајан је центар металургије и других индустријских грана (авиони, турбине, електроника, хемија, прехрамбена индустрија). Харков је познат и по војној индустрији, односно традицији производње тенкова (познат је T-34 који је био пројектован на техничком институту у Харкову).
У Харкову ради чак 13 универзитета са 150.000 студената. Харковски национални универзитет има 12.000 студената, а Национални технички универзитет 10.000.

## Историја

### Рана историја
Културни артефакти датирају из бронзаног доба, као и из каснијег периода скитских и сарматских досељеника. Локалитет је био део Черњаховске културе током периода од 2. до 6. века. Хазарска тврђава (од 8. до 10. века) била је око 40 км источно од места данашњег града, у близини Старог Салтива. Током 12. века био је део територије Кумана.
Тврђаву су основали досељеници који су бежали од рата који је захватио Десну обалу Украјине 1654. (види Устанак Богдана Хмељницког). Годинама пре тога регион је био ретко насељен део Козачког хетманата. Група људи је дошла на обале река Лопан и Харков где се налазило напуштено насеље. Према архивским документима, вођа досељеника био је атаман Иван Кривошљик.
Тврђава је добила име по реци Харков. Постоји народна етимологија која повезује име и града и реке са легендарним оснивачем козака по имену Харко (деминутивни облик имена Харитон, укр. Харитон, или Захарија, укр. Захарій).
Ј. Б. Рудницкиј је 1950-их утврдио да је име реке посведочено раније од оснивања тврђаве, крајем 16. века.
У почетку је насеље било самоуправно под јурисдикцијом војводе из Чугујива који се налази 40 km источно. Први постављени војвода из Москве Москве био је Војин Селифонтов 1656. године који је почео да гради локални острог (тврђаву). У то време у Харкову је живело нешто више од 1000 становника, од којих су половина били локални козаци, док је са Селифонтовим стигао московски гарнизон од 70 војника.
Први харковски војвода смењен је након две године пошто се стално жалио да мештани одбијају да сарађују у изградњи тврђаве. Харков је такође постао центар локалног козачког пука "Слободе" јер је област око Белгородске тврђаве била снажно милитаризована. Са пресељењем Украјинаца, област је постала позната као "Слободска Украјина", од које је већина била укључена у надлежност Разријадског приказа (војног именовања) на чијем је челу био окружни званичник из Белгорода. До 1657. насеље Харков је имало тврђаву са подземним пролазима.
Године 1658. за новог војводу је постављен Иван Офросимов, који је радио на томе да мештане примора да љубе крст да би показали лојалност руском цару. Мештани предвођени својим атаманом Иваном Кривошликом су то одбили. Међутим, избором новог атамана Тимиша Лавринова, заједница (хромада) је послала цару молбу за оснивање локалне Успењске пијаце, коју су потписали декани харковских цркава (Успењске катедрале и парохијске цркве Благовести и Тројице). Односи са суседним градом Чугујивом понекад су били непријатељски. Постављањем трећег војводе Василија Сухотина у потпуности је завршена изградња градског утврђења.
У међувремену, Харков је постао центар Слободске Украјине.

### Харковска тврђава
Харковска тврђава је подигнута око Успењске катедрале и њен замак је био на Универзитетском брду. Налазила се између данашњих улица: улице Квитки-Основијаненко, Уставног трга, Трга луксембуршке руже, Пролетерског трга и Катедралног спуста. Тврђава је имала 10 кула: Чухујевска кула, Московска кула, Вестовска кула, Тајницка кула, Лопанска угаона кула, Харковска угаона кула и друге. Највиша је била Вестовска, висока неких 16 m, док је најнижа била Тајницка која је имала тајни бунар дубок 35 m. Тврђава је имала излаз на реку Лопан.
Године 1689. тврђава је проширена на Покровску катедралу и манастир, који је постао седиште локалног црквеног јерарха, протопопа. Игром случаја исте године у околини Харкова у Коломаку, Иван Мазепа је проглашен за хетмана Украјине. Водећа образовна институција Харкова, Колегијум, налазила се поред Покровске катедрале. Из Билгорода је пребачена у Харков 1726. године.

### У Руској Империји
У току административне реформе коју је 1708. године спровео Петар Велики, област је укључена у Кијевску губернију. Харков се посебно помиње као један од градова који чине део губерније. Године 1727. Белгородска губернија је одвојена, а Харков је прешао у Белгородску губернију. Био је центар посебне административне јединице, Харковског слободног козачког пука. Пук је у једном тренутку био одвојен од Белгородске губерније, а затим јој поново придружен, све док 1765. године није основана Слободска Украјинска губернија са седиштем у Харкову.
Универзитет у Харкову је основан 1805. године у Палати Генерал-губернаторства.
Александар Миколајевич Мицкјевич, брат Адама Мицкјевича био је професор права на универзитету, друга позната личност Гете је тражио инструкторе за школу. Иван Франко је овде докторирао руску лингвистику 1906. године.
Улице су први пут калдрмисане у центру града 1830. године. Године 1844. подигнут је Александров звоник висок 90 m поред прве Успењске катедрале, који је 16. новембра 1924. претворена у радио торањ. Систем текуће воде успостављен је 1870. године. Катедрални спуст је једно време носио име по локалном трговцу Василу Ивановичу Пашченко-Трјапкину као Пашченков спуст. Пашченко је чак закупио простор градском већу (думи) и био је власник градског Старог пролаза, највећег градског трговачког центра. Након смрти 1894. Пашченко је оставио сву своју имовину граду.
Харков је постао велики индустријски центар, а са њим и центар украјинске културе. Године 1812. тамо су изашле прве украјинске новине. Једна од првих Просвита у источној Украјини такође је основана у Харкову. Ту је такође основан моћан национално свестан политички покрет и ту је концепт независне Украјине први прогласио адвокат Никола Михновски 1900. године.
Убрзо након Кримског рата, 1860–1861. године, широм украјинских градова, укључујући Харков, појавио се велики број хромадских друштава. Међу најистакнутијим харковским хромађанима био је и Олександар Потебња, родом из Слободске Украјине. У Харкову је поред старе хромаде постојало и неколико студентских хромада, чији су чланови били будући политички лидери Украјине попут Бориса Мартоса, Дмитрија Антоновича и многих других. Један од дипломаца Универзитета у Харкову Александар Коваленко, био је један од покретача побуне на руском бојном броду Потемкин као једини официр који је подржавао морнаре нижег чина.
Од априла 1780. био је административни центар Харковског ујезда.

### Црвени октобар и совјетски период
Бољшевик Балтин у Хроници револуције (рус. Летопись Революции) је приметио да је током Првог светског рата у децембру 1914. Харков доживео најјезивији руски шовинизам који није познавао границе када је руском ултранационалистичком покрету црне центурије помагала локална полиција. Балтин је такође навео да се у то време Харковска фабрика локомотива (запошљавала 6.000 радника) сматрала цитаделом револуционарног покрета али је под притиском локалне полиције и руских националиста револуционарни живот био потпуно угушен.
У јануару 1915. године харковска бољшевичка организација није имала више од 10 људи. Бољшевичка организација у Харкову је поново оживела након доласка Алексеја Медведева, Николаја Љахина (Петроградски бољшевици) и Максимова и Марије Скобејеве (Московски бољшевици). Након руског пораза током офанзиве Горличко-тарновске офанзиве и почетка великог повлачења, у Харков је из Риге евакуисано постројење Јавног предузећа за електричну енергију (рус. Всеобщая Компания Электричества) са 4.000 радника.
Балтин је такође указао да је национално угњетавање током Првог светског рата порасло и од њега су страдали посебно Украјинци. Објавом рата затворене су све новине на украјинском језику и друга периодична издања. Током Великог повлачења, локални проукрајински социјалисти-демократе успели су да добију дозволу за издавање украјинскофонског листа Слово. То су биле прве новине на украјинском језику након годину дана паузе. Али убрзо је градска управа казнила издавача новина, након чега ниједан други издавач није хтео да штампа новине.
Када је Централна Рада објавила оснивање Украјинске Народне Републике у новембру 1917. предвиђала је да Губернија Слободске Украјине буде њен део. У децембру 1917. Харков је постао први град у Украјини који су окупирале совјетске трупе Владимира Антонова-Овсејенка. Бољшевици из Централне Ради су се убрзо након тога преселили у Харков како би га учинили својим упориштем и формирали сопствену Раду 13. децембра 1917. године. До фебруара 1918. бољшевичке снаге су заузеле већи део Украјине.
У фебруару 1918. Харков је постао главни град Доњецк-Кривојрошке Совјетске Републике, али је овај ентитет распуштен шест недеља касније. У априлу 1918. немачка војска је заузела Харков. А према Брест-Литовском уговору из фебруара 1918. између Украјинске Народне Републике и Централних сила постао је део Украјинске Народне Републике. Почетком јануара 1919. бољшевичке снаге су заузеле Харков. Средином јуна 1919. Добровољачка војска Белог покрета под командом Антона Дењикина заузела је град. У децембру 1919. бољшевичка Црвена армија је поново заузела Харков.
Пре формирања Совјетског Савеза, бољшевици су успоставили Харков као главни град Украјинске ССР (од 1919. до 1934) у супротности са Украјинском Народном Републиком са главним градом Кијевом.
Према лингвисти Џорџу Шевелову, почетком 1920-их удео средњих школа са наставом на украјинском језику био је мањи од удела украјинског становништва у Харковској области, иако је Совјетски Савез наредио да све школе у Украјинској ССР треба да говори украјински (као део његове политике украјинизације).
Као главни град земље, доживео је интензивну експанзију изградњом зграда за смештај новоосноване украјинске совјетске владе и администрације. Держпром је био друга највиша зграда у Европи и највиша у Совјетском Савезу у то време са висином од 63 m. Током 1920-их, на врху зграде је изграђен дрвени радио торањ од 150 m. Роентген институт је основан 1931. године. У међуратном периоду град је доживео ширење архитектонског конструктивизма.
Један од његових најбољих представника био је већ поменути Держпром, Зграда Црвене армије, Украјински политехнички институт за учење на даљину (УЗПИ), зграда Градског већа, са масивним асиметричним торњем, централна робна кућа која је отворена на 15. годишњицу Октобарске револуције. Исте године 7. новембра 1932. зграда Племићке скупштине претворена је у зграду Свеукрајинског централног извршног комитета.
Године 1928. покренут је процес СВУ (Савез за слободу Украјине) и судске седнице су приређиване у згради Харковске опере (данас Филхармонија). Ухапшено је и депортовано на стотине украјинских интелектуалаца.
Почетком 1930-их, Голодомор је отерао многе људе из села у градове, а посебно у Харков, у потрази за храном. Многи људи су умрли и тајно су сахрањени у масовним гробницама на гробљима око града.
Године 1934. стотине украјинских писаца, интелектуалаца и културних радника су ухапшене и погубљене у покушају да се искорене сви остаци украјинског национализма у уметности. Чистке су се наставиле и 1938. Слепи украјински улични свирачи Кобзари су такође били окупљени у Харкову и убијени од стране НКВД-а.
У јануару 1934. главни град Украјинске ССР је премештен из Харкова у Кијев.
Током априла и маја 1940. године око 3.900 пољских затвореника из логора Старобиљск погубљено је у згради НКВД у Харкову и тајно сахрањеној на територији пансионата НКВД-а у шуми Пјатихатки (део Катињског масакра) на периферији Харкова. У тој гробници се налазе и бројна тела украјинских културних радника који су ухапшени и стрељани у стаљинистичким чисткама 1937–1938.

### Немачка окупација
Током Другог светског рата, Харков је био место неколико војних сукоба. Град је заузела нацистичка Немачка 24. октобра 1941. године. Дошло је до катастрофалне офанзиве Црвене армије која није успела да заузме град у мају 1942.
Совјети су успешно поново заузели град 16. фебруара 1943. Немци су га по други пут заузели 15. марта 1943. Затим је коначно поново заузет од стране Совјета 23. августа 1943.
Седамдесет посто града је уништено, а десетине хиљада становника убијено.
Харков, трећи по величини град у Совјетском Савезу, био је најнасељенији град у Совјетском Савезу који су заузели Немци, пошто је у годинама које су претходиле Другом светском рату Кијев по броју становника био мањи од њих.
Значајна јеврејска популација Харкова (јеврејска заједница у Харкову се поносила другом по величини синагогом у Европи) је у великој мери страдала током рата. Између децембра 1941. и јануара 1942. године, процењује се да су Немци убили 15.000 Јевреја и сахранили их у масовној гробници у јарузи изван града по имену Дробицки Јар.
Током Другог светског рата, одиграле су се четири битке за контролу над градом:
- Прва битка за Харков
- Друга битка за Харков
- Трећа битка за Харков
- Белгородско-харковска операција

Пре окупације, харковска тенковска индустрија је евакуисана на Урал са свом својом опремом и постала је срце тенковских програма Црвене армије (нарочито производња тенка Т-34 раније дизајнираног у Харкову). Ова фабрика је враћена у Харков после рата и наставила је да производе тенкове.
Од 700.000 становника Харкова пре почетка Другог светског рата, 120.000 су постали остарбајтери (робовски радници) у Немачкој, 30.000 је погубљено, а 80.000 је умрло од глади током рата.

### Совјетски период после Другог светског рата
У периоду после Другог светског рата, многе уништене куће и фабрике су поново изграђене. Планирано је да се град обнови у стилу стаљинистичког класицизма.
Од 1961. до 1975. године постојала је Харковска највиша инжењерска артиљеријска школа за Ракетне снаге стратешке намене.
Аеродром је изграђен 1954. После рата, Харков је био трећи највећи научни и индустријски центар у бившем СССР-у (после Москве и Лењинграда).
Године 1975. отворен је метро у Харкову.

### У независној Украјини
Својим територијалним проширењем 6. септембра 2012, град је повећао своју површину са око 310 на 350 km².
Позната знаменитост Харкова је Трг слободе (раније познат као Трг Џержинског), који је девети по величини градски трг у Европи и 28. највећи трг на свету.
Постоји подземни брзи транзитни систем (метро) са око 38,7 км пруге и 30 станица. Најновија подземна станица Перемоха отворена је 19. августа 2016. године. Све подземне станице имају веома препознатљиву архитектуру.
Харков је био град домаћин Европског првенства у фудбалу 2012., и био је домаћин три групне фудбалске утакмице на реконструисаном стадиону Металист.
Много православних цркава је подигнуто у Харкову 1990-их и 2000-их. На пример: црква Светог Владимира, црква Свете Тамаре итд.
Године 2006. импровизована експлозивна направа експлодирала је у близини супермаркета.
У 2007. години вијетнамска мањина у граду изградила је највећи будистички храм у Европи на парцели од 1 хектар са спомеником Хо Ши Мину.
Парк Горког је у потпуности реновиран 2000-их, са великим бројем модерних атракција, језером са љиљанима и спортским објектима за играње тениса, фудбала, одбојке на песку и кошарке.
Фелдман екопарк је отворен 2017. године и поседује велику колекцију животиња, коња итд.
Судија и његова породица су брутално убијени 2012. године у Харкову.

#### Проруски немири 2014.
Евромајдански протести у зиму 2013–2014. против тадашњег председника Виктора Јануковича састојали су се од свакодневних окупљања око 200 демонстраната у близини статуе Тараса Шевченка, а који су били претежно мирни. Про-Јануковичеве демонстрације, одржаване су у близини статуе Лењина, биле су сличног обима.
Проруски немири у Украјини 2014. утицали су на Харков, али у мањој мери него у суседном Донбасу, где су тензије довеле дo оружаног сукоба. Руски "туриста" из Москве је 2. марта 2014. заменио украјинску заставу са руском на згради регионалне државне администрације у Харкову. Проруски демонстранти су 6. априла 2014. заузели зграду и једнострано прогласили независност од Украјине као "Харковска Народна Република".
Устанак је угушен за мање од два дана због брзог реаговања украјинских снага безбедности под тадашњим украјинским министром унутрашњих послова Арсеном Аваковом и Степаном Полтораком, тадашњим вршиоцем дужности команданта украјинских унутрашњих снага. Јединица специјалних снага из Винице послата је у град да разбије сепаратисте. Сумње у вези са локалним пореклом демонстраната су се појавиле након што су на почетку побуне упали у оперско и балетско позориште верујући да је то градска већница.
Дана 13. априла, неки проруски демонстранти су поново ушли у зграду регионалне државне администрације у Харкову. Касније, 13. априла, зграда је трајно враћена под пуну украјинску контролу. Насилни сукоби су резултирали тешким премлаћивањем најмање 50 проукрајинских демонстраната у нападима проруских демонстраната.
Градоначелник града, Хенадиј Кернес, који је подржао Наранџасту револуцију али се касније придружио Партији региона, одлучио је да стане на страну украјинске владе.
Харков се вратио у релативно мирно стање до 30. априла. Релативно мирне демонстрације су се наставиле одржавати, при чему су се "проруски" скупови постепено смањивали, а демонстрације "проукрајинског јединства" све више расле. Активисти су 28. септембра срушили највећи украјински споменик Лењину на проукрајинском митингу на централном тргу. Анкете спроведене од септембра до децембра 2014. наишле су на малу подршку у Харкову за придруживање Русији.
Од почетка новембра до средине децембра, Харков је погођен са седам бомби при чему није било жртава. Мете ових напада укључивале су рок паб познат по прикупљању новца за украјинске снаге, болницу за украјинске снаге, војни центар за регрутацију и базу Националне гарде. Према истражитељу СБУ-а Василију Вовку, руске тајне снаге су стајале иза напада и намеравале су да дестабилизују иначе миран град Харков.
Дана 8. јануара 2015. петорица мушкараца у балаклавама упали су у канцеларију (добровољачке групе која помаже избеглицама из Донбаса) станице Харков. Истовремено са физичким претњама, мушкарци су захтевали да чују политички став станице Харков. Након што су добили одговор, мушкарци су се извинили и отишли.
У недељу 22. фебруара 2015. године, импровизована експлозивна направа убила је четири особе и ранила деветоро током марша комеморације жртвама Евромајдана. Власти су покренуле антитерористичку операцију. Харков је доживео више несмртоносних малих бомбашких напада од 22. фебруара 2015. усмерених на војне резервоаре са горивом, путнички воз и украјинску заставу у центру града.
Дана 23. септембра 2015, 200 људи у балаклавама и маскирним одећама је окружило кућу бившег гувернера Михаила Добкина, а затим отишло у градску већницу Харкова, где су покушали да се пробију кроз полицијски кордон. Употребљена је најмање једна граната сузавца. Изгредници су позвали градоначелника Хенадија Кернеса да изађе.

#### Последњих година
До 18. јула 2020. Харков је био укључен као град од обласног значаја и служио је као административни центар Харковског округа иако није припадао округу. У јулу 2020. године, као део административне реформе Украјине, којом је број области Харковске области смањен на седам, град Харков је спојен у Харковски округ.
У пожару 2021. године погинуло је 15 људи.
Дугогодишњи градоначелник Харкова, Хенадиј Кернес, преминуо је 17. децембра 2020. у Берлину од последица вируса Ковид 19. Игор Терехов из Кернесове партије "Кернесов блок — успешан Харков" га је наследио на месту градоначелника у новембру 2021. године.
Током руске инвазије на Украјину, Харков је био место тешких борби између украјинских и руских снага. Гувернер Харковске области Олег Сињехубов је 27. фебруара 2022. изјавио да су руске трупе одбачене од Харкова.

## Географија
Смештен је у североисточном делу Украјине. У историјском смислу, налази се у регији познатој као Слобидска Украјина (Слобидшчина), где је дужи период представљао главни центар целе регије. Град се налази на месту спајања река Харков, Лопањ и Уди, које се уливају у реку Доњец (Северски Доњец). Клима је умерено континентална, зиме су углавном ветровите и сnеговите, лета су довољно топла и за многе врло угодна. Сезонске просечне температуре зими нису превише хладне, али ни лета нису превише топла: температуре се углавном крећу између -6,9 °C у јануару и 20,3 °C у јулу. Просечна количина падавина на годину износи 513 mm, највише у јуну и јулу.

### Клима
Клима Харкова је umereno kontinentalna (Кепенова класификација климе Dfa/Dfb) са дугим, хладним, снежним зимама и топлим летима.
Просечна количина падавина износи 519 мм годишње, а највише у јуну и јулу.
Харков има релативно дуге и хладне зиме.
| Клима Харков, Украјина (1991−2020, екстреми 1936–данас)                  | Клима Харков, Украјина (1991−2020, екстреми 1936–данас) | Клима Харков, Украјина (1991−2020, екстреми 1936–данас) | Клима Харков, Украјина (1991−2020, екстреми 1936–данас) | Клима Харков, Украјина (1991−2020, екстреми 1936–данас) | Клима Харков, Украјина (1991−2020, екстреми 1936–данас) | Клима Харков, Украјина (1991−2020, екстреми 1936–данас) | Клима Харков, Украјина (1991−2020, екстреми 1936–данас) | Клима Харков, Украјина (1991−2020, екстреми 1936–данас) | Клима Харков, Украјина (1991−2020, екстреми 1936–данас) | Клима Харков, Украјина (1991−2020, екстреми 1936–данас) | Клима Харков, Украјина (1991−2020, екстреми 1936–данас) | Клима Харков, Украјина (1991−2020, екстреми 1936–данас) | Клима Харков, Украјина (1991−2020, екстреми 1936–данас) |
| Показатељ \ Месец                                                        | .Јан.                                                   | .Феб.                                                   | .Мар.                                                   | .Апр.                                                   | .Мај.                                                   | .Јун.                                                   | .Јул.                                                   | .Авг.                                                   | .Сеп.                                                   | .Окт.                                                   | .Нов.                                                   | .Дец.                                                   | .Год.                                                   |
| ------------------------------------------------------------------------ | ------------------------------------------------------- | ------------------------------------------------------- | ------------------------------------------------------- | ------------------------------------------------------- | ------------------------------------------------------- | ------------------------------------------------------- | ------------------------------------------------------- | ------------------------------------------------------- | ------------------------------------------------------- | ------------------------------------------------------- | ------------------------------------------------------- | ------------------------------------------------------- | ------------------------------------------------------- |
| Апсолутни максимум, °C (°F)                                              | 11,1 (52)                                               | 14,6 (58,3)                                             | 21,8 (71,2)                                             | 30,5 (86,9)                                             | 34,5 (94,1)                                             | 39,8 (103,6)                                            | 38,4 (101,1)                                            | 39,8 (103,6)                                            | 34,5 (94,1)                                             | 29,3 (84,7)                                             | 20,3 (68,5)                                             | 13,4 (56,1)                                             | 39,8 (103,6)                                            |
| Максимум, °C (°F)                                                        | −2,1 (28,2)                                             | −0,8 (30,6)                                             | 5,2 (41,4)                                              | 14,7 (58,5)                                             | 21,4 (70,5)                                             | 25,2 (77,4)                                             | 27,4 (81,3)                                             | 26,8 (80,2)                                             | 20,5 (68,9)                                             | 12,6 (54,7)                                             | 4,3 (39,7)                                              | −0,7 (30,7)                                             | 12,9 (55,2)                                             |
| Просек, °C (°F)                                                          | −4,5 (23,9)                                             | −3,8 (25,2)                                             | 1,4 (34,5)                                              | 9,7 (49,5)                                              | 16,1 (61)                                               | 20,0 (68)                                               | 22,0 (71,6)                                             | 21,1 (70)                                               | 15,1 (59,2)                                             | 8,2 (46,8)                                              | 1,6 (34,9)                                              | −2,9 (26,8)                                             | 8,7 (47,7)                                              |
| Минимум, °C (°F)                                                         | −6,8 (19,8)                                             | −6,6 (20,1)                                             | −1,9 (28,6)                                             | 4,8 (40,6)                                              | 10,7 (51,3)                                             | 14,7 (58,5)                                             | 16,6 (61,9)                                             | 15,4 (59,7)                                             | 10,2 (50,4)                                             | 4,4 (39,9)                                              | −0,8 (30,6)                                             | −5,1 (22,8)                                             | 4,6 (40,3)                                              |
| Апсолутни минимум, °C (°F)                                               | −35,6 (−32,1)                                           | −29,8 (−21,6)                                           | −32,2 (−26)                                             | −11,4 (11,5)                                            | −1,9 (28,6)                                             | 2,2 (36)                                                | 5,7 (42,3)                                              | 2,2 (36)                                                | −2,9 (26,8)                                             | −9,1 (15,6)                                             | −20,9 (−5,6)                                            | −30,8 (−23,4)                                           | −35,6 (−32,1)                                           |
| Количина падавина, mm (in)                                               | 37 (1,46)                                               | 33 (1,3)                                                | 36 (1,42)                                               | 32 (1,26)                                               | 54 (2,13)                                               | 58 (2,28)                                               | 63 (2,48)                                               | 39 (1,54)                                               | 44 (1,73)                                               | 44 (1,73)                                               | 39 (1,54)                                               | 40 (1,57)                                               | 519 (20,43)                                             |
| Дани са кишом                                                            | 10                                                      | 8                                                       | 10                                                      | 13                                                      | 14                                                      | 15                                                      | 13                                                      | 10                                                      | 12                                                      | 13                                                      | 13                                                      | 12                                                      | 143                                                     |
| Дани са снегом                                                           | 19                                                      | 18                                                      | 12                                                      | 2                                                       | 0,1                                                     | 0                                                       | 0                                                       | 0                                                       | 0,03                                                    | 2                                                       | 9                                                       | 18                                                      | 80                                                      |
| Релативна влажност, %                                                    | 85,6                                                    | 83,0                                                    | 77,3                                                    | 65,7                                                    | 60,9                                                    | 65,2                                                    | 65,3                                                    | 62,9                                                    | 70,2                                                    | 77,6                                                    | 85,7                                                    | 86,5                                                    | 73,8                                                    |
| Сунчани сати — месечни просек                                            | 41,5                                                    | 63,3                                                    | 123,5                                                   | 166,7                                                   | 252,9                                                   | 266,6                                                   | 278,0                                                   | 262,4                                                   | 176,6                                                   | 112,8                                                   | 51,0                                                    | 31,4                                                    | 1.826,7                                                 |
| Извор #1: Pogoda.ru.net                                                  |                                                         |                                                         |                                                         |                                                         |                                                         |                                                         |                                                         |                                                         |                                                         |                                                         |                                                         |                                                         |                                                         |
| Извор #2: Светска метеоролошка организација (влажност и сунце 1981–2010) |                                                         |                                                         |                                                         |                                                         |                                                         |                                                         |                                                         |                                                         |                                                         |                                                         |                                                         |                                                         |                                                         |

### Градски пејзаж
- Архитектура у центру града Харкова

## Градска управа

### Правни статус и локална управа
Градоначелник Харкова и Градско веће управљају свим пословним и административним пословима у граду Харкову.
Градоначелник Харкова има извршна овлашћења; Градско веће има административна овлашћења што се тиче питања власти.
Градоначелник Харкова се бира на непосредним јавним изборима у Харкову сваке четири године.
Градско веће се састоји од изабраних представника, који одобравају или одбијају иницијативе о расподели буџета, приоритетима задатака и другим питањима у Харкову. Представници Градског већа бирају се сваке четири године.
Градоначелник и градско веће одржавају редовне састанке у Градској кући у Харкову.

### Административна подела
Док је Харков административни центар Харковске области, градским пословима управља општина Харков. Харков је град подређене области.
Територија Харкова је подељена на 9 административних рејона (дистрикта), до фебруара 2016. су носили називе по људима, местима, догађајима и организацијама повезаним са раним годинама Совјетског Савеза, али су многи преименовани у фебруару 2016. да би били у складу са законима о декомунизацији. Такође, захваљујући овом закону, у Харкову је од 20. новембра 2015. године преименовано преко 200 улица.
Рејони су:
1. Холодногорски рејон (укр. Холодногірський район, у преводу Хладна планина: историјско име насеља[82]) (раније Лењински; назван по Лењину)
2. Шевченковски рејон; назван по Тарасу Шевченку (бивши Дзержинскијев; назван по Феликсу Дзержинском)
3. Кијевски рејон; назван по Кијеву (бивши Кагановичов; namesake: Лазару Кагановичу)
4. Московски рејон; назван по Москви
5. Немишљански рејон (бивши Фрунзеов, назван по Михаилу Фрунзеу[81]);
6. Индустријални рејон (бивши Орџоникидзеов, назван по Григорију Орџоникидзеу)
7. Слобидски рејон (бивши Коминтернски[81]); назван по Слобидској Украјини
8. Основијански рејон (бивши Черновозаводски[81]); назван по градској махали "Основи"
9. Новобаварски рејон (бивши Жовтњевски[81]); назван по градској махали "Новој Баварији"

## Демографија
Према попису становништва Совјетског Савеза из 1989. године, у граду је живело 1.593.970 становника. Године 1991. смањио се на 1.510.200, укључујући 1.494.200 сталних становника. Харков је други по величини град у Украјини после главног града Кијева. Први независни украјински попис становништва спроведен је у децембру 2001. године, а следећи украјински попис становништва је спроведен 2020. године. Од 2001. године, становништво Харковске области је следеће: 78,5% живи у урбаним срединама, а 21,5% живи у руралним подручјима.

### Етнички састав
| Етничке групе | 1897  | 1926  | 1939  | 1959  | 1989  | 2001  |
| ------------- | ----- | ----- | ----- | ----- | ----- | ----- |
| Украјинци     | 25.9% | 38.6% | 48.5% | 48.4% | 50.4% | 62.8% |
| Руси          | 63.2% | 37.2% | 32.9% | 40.4% | 43.6% | 33.2% |
| Јевреји       | 5.7%  | 19.5% | 15.6% | 8.7%  | 3.0%  | 0.7%  |

#### Белешке
- 1660. година – приближна процена
- 1788. година – без рачунања деце
- 1920. година – период Руског грађанског рата
- 1941. година – процена 1. маја, непосредно пред Немачко-совјетски рат
- 1941. година – следећа процена у септембру варира између 1.400.000 и 1.450.000
- 1941. година – још једна процена у децембру за време окупације без рачунања деце
- 1943. година – 23. август, ослобођење града; процена је варирала од 170.000 до 220.000
- 1976. година – процена 1. јуна
- 1982. година – процена у марту

## Религија
Харков је важан верски центар у источној Украјини.
У Харкову постоји много старих и нових верских објеката, повезаних са различитим деноминацијама.
Православна саборна црква Светог Успења подигнута је у Харкову 1680-их година и комплетно обновљена током 1820-1830-их година.
Покровски православни манастир и Саборна црква подигнути су у Харкову 1689–1729.
Саборна црква Светог Благовештења у Харкову је једна од највиших православних цркава на свету. Завршена је 2. октобра 1888. године.
Православна црква Свете Тројице подигнута је у Харкову 1758–1764, а обновљена 1857–1861.
Православна црква Светог Валентина подигнута је у Харкову 2010. године.
Православна црква Свете Тамаре подигнута је у Харкову 2012. године.
Римокатоличка црква Свете Марије подигнута је у Харкову 1887–1892.
Ту је стара Харковска хорска синагога, која је у потпуности реновирана у периоду 1991–2016. Јеврејско заједница у Харкову броји око 8.000 људи.
У Харкову постоје две џамије, укључујући Катедралну џамију у Харкову и један исламски центар.

## Економија
Стратегија економског развоја 2016–2020: "Харковска стратегија успеха", креирана је у Харкову. Харков има разнолику услужну економију, са запошљавањем у широком спектру професионалних услуга, укључујући финансијске услуге, производњу, туризам и високу технологију.

### Међународни економски форум
Међународни економски форум: "Иновације. Инвестиције. Харковска иницијатива!" одржава се у Харкову сваке године.
На Међународном економском форуму "Иновације. Инвестиције. Харковска иницијатива!" 2015. године присуствовали су представници дипломатског кора из 17 земаља света, који раде у Украјини заједно са највишим менаџментом транснационалних корпорација и инвестиционих фондова, затим украјински народни посланици, званичници централне владе Украјине, који одређују националну стратегију економског развоја, руководиоци локалне самоуправе, који предузимају практичне кораке у спровођењу те стратегије, потом менаџери техничке помоћи Украјини, представници бизниса и НВО и представници медија.
Кључне теме седница и панел дискусија Међународног економског форума "Иновације. Инвестиције. Харковска иницијатива!" су имплементација Стратегије одрживог развоја „Украјина – 2020“, постигнути резултати и план даљих акција на реформи локалне управе и територијалне организације власти у Украјини, промоција извоза и привлачење инвестиција у Украјину, нове могућности за јавно-приватно партнерства, практични кораци за стварање „електронске владе“, питања очувања енергије и развоја индустрије нафте и гаса у Харковској области, стварање ефикасног система производње и прераде пољопривредних производа, инвестициони пројекти који ће добити средства из Државног фонда за Регионални развој, развој међународних интеграција, припрема за приватизацију државних предузећа.

### Међународне индустријске изложбе
Међународне индустријске изложбе обично се одржавају у изложбеном центру Радмир Експохол у Харкову.

### Индустријске корпорације
Током совјетске ере, Харков је био главни град индустријске производње у Украјини и велики центар индустрије и трговине у СССР-у. Након распада Совјетског Савеза, индустријска производња града углавном оријентисана на систем одбране је значајно опала. Почетком 2000-их, индустрија је почела да се опоравља и прилагођава потребама тржишне економије. Предузећа чине машинске, електротехнолошке, инструментарске и енергетске конгломерате.
Индустријски гиганти у државном власништву, као што су Турбоатом и Електротјажмаш заузимају 17% тржишта тешке енергетске опреме (нпр. турбине) широм света. Вишенаменске авионе производи фабрика за производњу авиона АНТК Антонов. Фабрика Малишев производи не само оклопна возила, већ и комбајне. Хартрон је водећи дизајнер космичких и комерцијалних система управљања у Украјини и бившој ЗНД.

### ИТ индустрија
Од априла 2018. било је 25.000 стручњака за ИТ индустрију Харковске области, од којих је 76% било повезано са рачунарским програмирањем. Дакле, Харков чини 14% свих ИТ стручњака у Украјини и чини другу највећу ИТ локацију у земљи, одмах после главног града Кијева.
Такође, број активних ИТ компанија у региону је 445, од којих пет запошљавају више од 601 особу. Осим тога, постоје 22 велике компаније са бројем радника од 201 до 600. Више од половине ИТ компанија које се налазе у Харковској области спадају у категорију „екстра мале“ са мање од 20 запослених. Списак обухвата 43 средња (81—200 послодаваца) и 105 малих предузећа (21—80).
Због релативно уског тржишта ИТ услуга у Украјини, већина компанија у Харкову је извозно оријентисана са више од 95% укупне продаје остварене у иностранству у 2017. Све у свему, процењени приход ИТ компанија у Харкову ће се више него удвостручити са 800 милиона долара у 2018. на 1,85 милијарди долара до 2025. Главна тржишта су Северна Америка (65%) и Европа (25%).

### Финансијска индустрија
Харков је такође седиште једне од највећих украјинских банака, УкрСиббанк, која је део групе БНП Парибас од децембра 2005. године.

### Трговина
У Харкову постоји много великих модерних тржних центара. Барабашова пијаца је највећа пијаца у Украјини и једно од највећих у Европи.

## Наука и образовање

### Високо образовање
Харковски национални универзитет В. Н. Каразин је најпрестижнији угледни класични универзитет, који је основан напорима Василија Каразина у Харкову 1804–1805. Дана 29. јануара (по старом календару 17. јануар) 1805. године ступио је на снагу Указ о отварању Царског универзитета у Харкову.
Ренгентски институт отворен је 1931. Био је то специјализована установа за лечење рака са 87 истраживачких радника, 20 професора и специјалистичким медицинским особљем. Објекти су укључивали хемијске, физиолошке и бактериолошке лабораторије за експериментални третман. Произвео је рендгенске апарате за целу земљу.
Град има 13 националних универзитета и бројне професионалне, техничке и приватне високошколске установе које својим студентима нуде широк спектар дисциплина. Универзитет у Харкову (12.000 студената), Национални технички универзитет „КхПИ“ (20.000 студената), Харковски национални универзитет за радиоелектронику (12.000 студената), Харковски национални ваздухопловни универзитет „КхАИ“, Харковски национални економски универзитет, Харковски национални фармацеутски универзитет, Харковски национални медицински универзитет су водећи универзитети у Украјини.
Више од 17.000 наставног и истраживачког особља запослено је у институцијама високог образовања у Харкову.

### Научна истраживања
Град има високу концентрацију истраживачких институција, које су независне или лабаво повезане са универзитетима. Међу њима су три национална научна центра: Харковски институт за физику и технологију, Институт за метеорологију, Институт за експерименталну и клиничку ветеринарску медицину и 20 националних истраживачких институција Националне академије наука Украјине, као што је Институт за физику ниских температура Б Веркин. и инжењерство, Институт за проблеме криобиологије и криомедицине, Државна научна установа „Институт за монокристале“, Институт за радиофизику и електронику Усиков (ИРЕ), Институт за радиоастрономију (ИРА) и др. У истраживању и развоју ради укупно 26.000 научника.
У Харкову постоји низ светски признатих научних школа, као што су школа теоријске физике и математичка школа.
У граду се налази Харковска кућа научника коју је изградио А. Н. Бекетов, архитекта у Харкову 1900. године. Сви научници воле да се састају и разговарају о разним научним темама у Харковском дому научника у Харкову.

### Библиотеке
Поред библиотека повезаних са различитим универзитетима и истраживачким институцијама, Харковска државна научна библиотека В. Короленко је главна истраживачка библиотека.

### Средње школе
Харков има 212 средњих школа, укључујући 10 лицеја и 20 гимназија.

### Образовни центри
Ту је едукативни „Ландау центар“, који носи име проф. Л.Д. Ландауа, нобеловца из Харкова.

## Култура
Харков је један од главних културних центара Украјине. То је дом за 20 музеја, преко 10 позоришта и бројних уметничких галерија. У Харкову се скоро сваке године одржавају велики музички и биоскопски фестивали.

### Позоришта
Харковско национално академско позориште опере и балета названо по Н. В. Лисенку је највеће позориште у Харкову.
Харковско украјинско драмско позориште названо по Т. Г. Шевченку је популарно међу људима који говоре украјинским језиком
Харковско академско руско драмско позориште названо по А.С. Пушкин је недавно реновиран и веома је популаран међу грађанима.
Позориште за децу и младе је једно од најстаријих позоришта за децу.
Харковско позориште лутака (Харковско државно академско позориште лутака В.А. Афанасјева) је прво луткарско позориште на територији Харкова. Отворено је 1935. године.
Харковско академско позориште музичке комедије је основано 1. новембра 1929. у Харкову.

### Књижевност
Харков је био центар за рад књижевних личности као што су: Лес Курбас, Микола Кулиш, Микола Хвиловиј, Микола Зеров, Валеријан Пидмохилни, Павло Филипович, Марко Ворони, Олекса Слисаренко. Преко 100 ових писаца је убијено током стаљинистичких чистки 1930-их. Овај трагични догађај у украјинској историји назива се „Погубљена ренесанса“. Данас њихов рад и достигнућа обележава књижевни музеј који се налази у Фрунзеовој улици.
Данас се Харков често помиње као „главни град“ украјинске научне фантастике и фантазије. Дом је бројним популарним писцима, као што су Х. Л. Олдие, Александар Зорич, Андреј Дашков, Јуриј Никитин и Андреј Валентинов; већина њих пише на руском и популарна је и у Русији и у Украјини. Годишња конвенција научне фантастике "Звездани мост" (укр. "Звёздный мост") одржава се у Харкову од 1999. године.

### Музика
У граду постоји Харковска филхармонија. Водећи састав Филхармоније је Академски симфонијски оркестар. Има 100 музичара високог професионалног нивоа, од којих су многи добитници награда на међународним и националним такмичењима.
У граду постоји Оргуљска музичка сала. Оргуље су постављене у згради Оргуљашке музичке сале далеке 1986. Нова сала је отворена у реновираној згради Харковске филхармоније у Харкову у новембру 2016. године.
У граду се налазе и Харковски конзерваторијум и Харковски национални универзитет уметности И.П. Котљаревски.
Харков спонзорише престижно међународно музичко такмичење извођача украјинским народним инструменатима Хнат Хоткевич, које се одржава сваке три године. Од 1997. одржана су четири трогодишња такмичења. Конкурс за 2010. поништило је украјинско Министарство културе два дана пре његовог отварања.
У Харкову се одржава музички фестивал: "Харков – град добрих нада".
Из Харкова долази и блек метал бенд "Drudkh".

### Филм
Од 1907. до 2008. године на територији града и региона снимљено је најмање 86 играних филмова. Најпознатији је Фрагмент империје (1929). Доласком у Лењинград, главни лик, поред уобичајених предреволуционарних зграда, види Госпром - симбол нове ере.

### Филмски фестивали
Међународни филмски фестивал Харков Јоргован је веома популаран међу филмским звездама, ствараоцима и продуцентима у Украјини, Источној Европи, Западној Европи и Северној Америци.
Годишњи фестивал се обично одржава у мају.
У парку Шевченко у Харкову постоји посебна уличица са отисцима металних руку популарних филмских глумаца.

### Уметност
Харков је био дом многих познатих сликара, међу којима спадају Иља Рјепин, Зинаида Серебрјакова, Хенрик Сјемирацки, и Васил Јермилов. У граду постоји много галерија модерне уметности: Центар Јермилов, Галерија Јоргована, Харковски уметнички музеј, Харковска општинска галерија, Галерија АЦ, Галерија Паладијум, Галерија Семирадски, Галерија АВЕК итд.

### Музеји
У граду се налази Харковски историјски музеј М. Ф. Сумцов.
Природњачки музеј Харковског националног универзитета В. Н. Каразин основан је у Харкову 2. априла 1807. Музеј сваке године посети 40.000 посетилаца.
Историјски музеј Харковског националног универзитета В. Н. Каразин основан је у Харкову 1972. године.
Археолошки музеј Харковског националног универзитета В. Н. Каразин основан је у Харкову 20. марта 1998.

Музеј Националног техничког универзитета „Харковски политехнички институт“ основан је у Харкову 29. децембра 1972. године.
Музеј Националног ваздухопловног универзитета „Харковски институт за ваздухопловство“ основан је 29. маја 1992. године.
Музеј „Национални фармацеутски универзитет“ основан је у Харкову 15. септембра 2010. године.
У Харковској области постоји око 147 музеја.
Харковски поморски музеј – музеј посвећен историји бродоградње и навигације.
Харковски музеј лутака је најстарији музеј лутака у Украјини.
Меморијални музеј-стан породице Гризодубов.
Клуб-музеј Клаудије Шулженко.
Музеј "Прве помоћи".
Музеј градског саобраћаја.

### Знаменитости
Од многих атракција града Харкова су: Успењски сабор, Благовештенски сабор, зграда Держпрома, Трг слободе, Споменик Тарасу Шевченку, Историјски музеј, Хорска синагога, вртови Т. Шевченка, Зоолошки врт, тенк из Првог светског рата Мк V, Меморијални комплекс и још много тога.
Након руске анексије Крима 2014. споменик Петру Конашевич-Сагајдачнину у Севастопољу је уклоњен и предат Харкову.

### Паркови
Харков садржи бројне паркове и баште као што су Горски парк, Шевченков парк, Хидропарк, Стрелка парк, Саржин Јар и Фелдман екопарк. Горки парк је уобичајено место за рекреативне активности посетилаца и локалног становништва. Шевченков парк налази се у непосредној близини Националног универзитета В.Н. Каразин. Такође је уобичајено место за рекреативне активности студената, професора.
Екопарк се налази на обилазници око Харкова. Привлачи децу, родитеље, студенте, професоре, домаће и странце да се баве рекреативним активностима. Шаржин Јар је природна јаруга на три минута хода од станице "Ботанички Сад". Ту је и извор минералне воде са купелом и спортски терен.

## Медији
У Харкову постоји велики број радио и интернет ТВ канала, АМ/ФМ/ПМ/интернет радио-станица и папирних/интернет новина. Неки су наведени у наставку.

### Новине
- Слобидски крај
- Времја
- Сегодња
- Вести

### Магазини
- Губернија[152]

### ТВ станице
- "7 канал"
- "А/ТБК"
- "Симон"
- "АТН Харков"
- "УА: Харков"

### Радио станице
- "Промин"
- "Украјинске радио"
- "Радио Харков"
- "Шансон"
- "Ретро ФМ"

### Онлајн вести на енглеском
- The Kharkiv Times
- Kharkiv Observer

## Транспорт
Град Харков је један од највећих саобраћајних центара у Украјини, који је ваздушним, железничким и друмским саобраћајем повезан са бројним градовима света. Град има много начина превоза, укључујући: јавни превоз, такси, железницу и ваздушни саобраћај. У граду има око 250 хиљада аутомобила.

### Локални превоз
Као важан транспортни центар Украјине, у Харкову је доступно много различитих превозних средстава. Харковски метро је градски систем брзог превоза који функционише од 1975. Обухвата три различите линије са укупно 30 станица. Харковски аутобуси превозе око 12 милиона путника годишње. Тролејбуси, трамваји (који су 2006. године прославили 100-годишњицу рада) и маршрутке (приватни минибусеви) су такође важна превозна средства у граду.

### Железнице
Прва железничка веза Харкова отворена је 1869. Први воз у Харков је стигао са севера 22. маја 1869, а 6. јуна 1869. отворен је саобраћај на прузи Курск–Харков–Азов. Путничка железничка станица у Харкову је реконструисана и проширена 1901. године, да би касније била уништена у Другом светском рату. Нова железничка станица у Харкову изграђена је 1952. године.
Харков је повезан са свим већим градовима у Украјини и иностранству редовним железничким возовима. Регионални возови, познати као електричкаси, повезују Харков са оближњим градовима и селима.

### Авиопревоз
Харков опслужује међународни аеродром Харков који је добио међународни статус. Доступни су и чартер летови. Некадашњи највећи превозник аеродрома Харков — Аеромост-Харков — од 2007. године не саобраћа ни на једну редовну дестинацију. Северни аеродром Харков је фабрички аеродром и био је главни производни погон компаније АНТК Антонов.

## Спорт

### Харковски међународни маратон
Међународни маратон у Харкову се сматра главним међународним спортским догађајем, који привлачи хиљаде професионалних спортиста, младих људи, студената, професора, локалног становништва и туриста да путују у Харков и учествују на међународном догађају.

### Фудбал
Најпопуларнији спорт је фудбал. Град има неколико фудбалских клубова који играју на украјинским националним такмичењима. Најуспешнији је ФК Динамо Харков који је освојио осам националних титула током 1920-1930-их.
- ФК Металист Харков, који наступа на стадиону Металист
- ФК Металист 1925 Харков, који наступа на стадиону Металист
- ФК Хелиос Харков, угашени клуб, који је играо на Хелиос арени
- ФК Харков, угашени клуб, који је играо на стадиону Динамо
- ФК Арсенал Харков, који је играо на стадиону Арсенал-Спартак (учествује у регионалним такмичењима)
- ФК Шахтјор Доњецк такође игра на стадиону Металист од 2017. године, због рата у Донбасу

Ту је и женски фудбалски клуб ЖФК Житлобуд-1 Харков, који је представљао Украјину у европским такмичењима и стално је главни кандидат за титулу националног првака.
Стадион Металист био је домаћин три утакмице у групи на Европском првенству у фудбалу 2012.

## Партнерски градови
- Белгород
- Болоња
- Брно
- Цетиње
- Синсинати
- Даугавпилс
- Газијантеп
- Ђинан
- Каунас
- Кутаиси
- Лил
- Москва
- Нижњи Новгород
- Нирнберг
- Познањ
- Ришон Лецион
- Санкт Петербург
- Тјенцин
- Варшава
- Steglitz-Zehlendorf
- Варна
- Трнава
- Бангалор